# ドミンゴ・アセド
ドミンゴ・ゴメス＝アセド・イ・ビジャヌエバ（Domingo Gómez-Acedo y Villanueva、1898年6月9日 - 1980年9月14日）は、スペイン・バスク州ビルバオ出身の元同国代表サッカー選手。ポジションはFW。

## 経歴
1914年、アスレティック・ビルバオのトップチームの選手としてキャリアをスタートさせた。アスレティック・ビルバオでは、通算4度のコパ・デル・レイ優勝に貢献したが、1929年のラ・リーガ開幕前に現役を引退したため、プロ選手としての経験はない。
アセドはアスレティック・ビルバオのトップチームにおける最年少得点記録を保持している。スペイン北部のクラブのみで行われていた大会であるカンペオナト・レヒオナル・ノルテで記録された16歳4ヶ月12日がクラブの最年少得点記録であるが、スペインサッカー連盟はこの記録を認めていない。
1920年には、アントワープオリンピックに参加するため、初めて結成されたスペイン代表に招集され、同大会で銀メダルを獲得した。また、銀メダルを争うトーナメント1回戦のスウェーデン代表戦では、最初にして最後となる代表初ゴールを挙げた。

## タイトル
アスレティック・ビルバオ
- コパ・デル・レイ : 4回 (1914-15, 1915-16, 1920-21, 1922-23)